# De Camp
De Camp is een woonbuurt in de Nederlandse stad Leiden, die deel uitmaakt van het district Binnenstad-Noord.